# Leticia Ramos-Shahani
Leticia Valdez Ramos-Shahani (Lingayen, Pangasinan, 30 de setembro de 1929 – 20 de março de 2017) foi uma senadora e escritora filipina. 
Ela era a irmã mais nova de Fidel V. Ramos, o 12º presidente das Filipinas.